# Lijst van rijksmonumenten in de Grote Houtstraat
De Grote Houtstraat in de stad Haarlem telt 52 inschrijvingen in het rijksmonumentenregister. Hieronder een compleet overzicht van de rijksmonumenten aan of bij de Grote Houtstraat.
| Object | Oorspronkelijke functie?  | Bouwjaar                  | Architect     | Locatie                                          | Coördinaten?                  | Nr.?   | Afbeelding |
| --- | ------------------------- | ------------------------- | ------------- | ------------------------------------------------ | ----------------------------- | ------ | --- |
| Pand met gewitte lijstgevel | Woonhuis                  | 18e eeuw                  |               | Grote Houtstraat 5A                              | 52° 22' 50" NB, 4° 38' 8" OL  | 19198  | Meer afbeeldingen |
| Guldenbergspoort | Woonhuis                  | 1834 (jaartal)            |               | Grote Houtstraat 9 (poortje)                     | 52° 22' 50" NB, 4° 38' 8" OL  | 19199  | Meer afbeeldingen |
| Blokvormige beganegrondverdieping restant van een naderhand gewijzigd pand | Woonhuis                  | 17e eeuw (oorsprong)      |               | Grote Houtstraat 9 E rd                          | 52° 22' 50" NB, 4° 38' 9" OL  | 19200  | Meer afbeeldingen |
| Pand met klokgevel | Woonhuis                  | 18e eeuw                  |               | Grote Houtstraat 11                              | 52° 22' 50" NB, 4° 38' 8" OL  | 19201  | Meer afbeeldingen |
| Pand met lijstgevel | Woonhuis                  | midden 19e eeuw           |               | Grote Houtstraat 17                              | 52° 22' 50" NB, 4° 38' 8" OL  | 19202  | Meer afbeeldingen |
| Pand met rechte kroonlijst, winkelpui intact | Woonhuis                  | 18e eeuw                  |               | Grote Houtstraat 33                              | 52° 22' 49" NB, 4° 38' 6" OL  | 19203  | Pand met rechte kroonlijst, winkelpui intact |
| Pand met klokgeveltje, smal oprijzend tussen andere gevels, beneden pui modern | Woonhuis                  | 18e eeuw                  |               | Grote Houtstraat 37                              | 52° 22' 48" NB, 4° 38' 6" OL  | 19204  | Meer afbeeldingen |
| Pand met gesneden kroonlijst en verhoogd middenstuk met venster en gesneden versieringen | Woonhuis                  | 1731                      |               | Grote Houtstraat 39                              | 52° 22' 48" NB, 4° 38' 5" OL  | 19205  | Meer afbeeldingen |
| Kerk der Doopsgezinden | Kerk en kerkonderdeel     | 1683                      |               | Grote Houtstraat 43                              | 52° 22' 48" NB, 4° 38' 5" OL  | 19206  | Kerk der Doopsgezinden |
| Spekhok | Vanwege onderdelen kerk   | vermoedelijk 18e eeuw     |               | Grote Houtstraat 43 (pand achter nr.)            | 52° 22' 47" NB, 4° 38' 5" OL  | 19207  | Upload foto |
| Pand zonder verdieping pand onder zadeldak gebouwd ter huisvesting van de dameskamer en gelegen aan binnenplaats tegenover de herenkamer, uitgevoerd in neo-renaissancestijl, in het midden voorzien van een dakkape | Vanwege onderdelen kerk   | 1902 (jaartal cartouche)  |               | Grote Houtstraat 43 (pand achter nr.)            | 52° 22' 46" NB, 4° 38' 6" OL  | 19208  | Pand zonder verdieping pand onder zadeldak gebouwd ter huisvesting van de dameskamer en gelegen aan binnenplaats tegenover de herenkamer, uitgevoerd in neo-renaissancestijl, in het midden voorzien van een dakkape |
| Pand met lijstgevel, beneden verbouwd | Woonhuis                  | 18e eeuw                  |               | Grote Houtstraat 45                              | 52° 22' 48" NB, 4° 38' 5" OL  | 19209  | Meer afbeeldingen |
| Pand met lijstgevel, pui verbouwd | Woonhuis                  | 19e eeuw                  |               | Grote Houtstraat 47                              | 52° 22' 48" NB, 4° 38' 4" OL  | 19210  | Meer afbeeldingen |
| Het Huis met de trappen | Woonhuis                  | 18e eeuw                  |               | Grote Houtstraat 115                             | 52° 22' 41" NB, 4° 37' 56" OL | 19211  | Meer afbeeldingen |
| Pand met klokgeveltje | Woonhuis                  | 18e eeuw                  |               | Grote Houtstraat 117                             | 52° 22' 41" NB, 4° 37' 56" OL | 19212  | Meer afbeeldingen |
| Pand met trapgevel met middenpinakel, rustend op console met leeuwekop | Woonhuis                  | eerste helft 17e eeuw     |               | Grote Houtstraat 119                             | 52° 22' 41" NB, 4° 37' 56" OL | 19213  | Meer afbeeldingen |
| Pand met rechte kroonlijst, beneden verbouwd | Woonhuis                  | 18e eeuw                  |               | Grote Houtstraat 133                             | 52° 22' 40" NB, 4° 37' 55" OL | 19214  | Pand met rechte kroonlijst, beneden verbouwd |
| Pand met lijstgevel | Woonhuis                  | eerste helft 19e eeuw     |               | Grote Houtstraat 149 - 149 A                     | 52° 22' 38" NB, 4° 37' 54" OL | 19215  | Meer afbeeldingen |
| Pand met fraaie gebogen kroonlijst, kleine roeden, schuiframen, vensters | Woonhuis                  | midden 18e eeuw           |               | Grote Houtstraat 151                             | 52° 22' 38" NB, 4° 37' 54" OL | 19216  | Meer afbeeldingen |
| Pand met rechte kroonlijst, zwart geverfd, moderne onderpui | Woonhuis                  | 18e eeuw                  |               | Grote Houtstraat 181                             | 52° 22' 36" NB, 4° 37' 53" OL | 19217  | Meer afbeeldingen |
| Pand met rechte kroonlijst | Woonhuis                  | laatste helft 18e eeuw    |               | Grote Houtstraat 187 - 189                       | 52° 22' 35" NB, 4° 37' 53" OL | 19218  | Meer afbeeldingen |
| Pand met lijstgevel met zadeldak | Woonhuis                  | midden 19e eeuw (aanzien) |               | Grote Houtstraat 8                               | 52° 22' 51" NB, 4° 38' 7" OL  | 19219  | Pand met lijstgevel met zadeldak |
| Pand met rechte kroonlijst, laag zadeldak, brede lijst met lambrekins | Woonhuis                  | 18e eeuw                  |               | Grote Houtstraat 14 A (hk. Paarlaarsteeg)        | 52° 22' 50" NB, 4° 38' 7" OL  | 19220  | Pand met rechte kroonlijst, laag zadeldak, brede lijst met lambrekins |
| Pand met klokgevel | Woonhuis                  | 18e eeuw                  |               | Grote Houtstraat 32                              | 52° 22' 49" NB, 4° 38' 5" OL  | 19221  | Meer afbeeldingen |
| Pand met rechte kroonlijst met tandingen. Beneden verbouwd | Woonhuis                  |                           |               | Grote Houtstraat 34                              | 52° 22' 49" NB, 4° 38' 5" OL  | 19222  | Meer afbeeldingen |
| Pand met lijstgevel, zwart geverfd, kleine roeden vensters | Woonhuis                  | laatste helft 18e eeuw    |               | Grote Houtstraat 64 (hk. Verwulft)               | 52° 22' 46" NB, 4° 38' 1" OL  | 19223  | Pand met lijstgevel, zwart geverfd, kleine roeden vensters |
| Pand met klokgevel, gepleisterd met pilasterstelling | Woonhuis                  | begin 18e eeuw            |               | Grote Houtstraat 86                              | 52° 22' 44" NB, 4° 37' 58" OL | 19224  | Meer afbeeldingen |
| Breed pand met klokgevel met voluten op de hoeken en natuurstenen randen | Woonhuis                  | eerste helft 18e eeuw     |               | Grote Houtstraat 92                              | 52° 22' 43" NB, 4° 37' 58" OL | 19225  | Meer afbeeldingen |
| Pand met lijstgevel | Woonhuis                  | aanvang 19e eeuw          |               | Grote Houtstraat 96                              | 52° 22' 43" NB, 4° 37' 58" OL | 19226  | Pand met lijstgevel |
| Pand met gepleisterde lijstgevel | Werk-woonhuis             | 18e eeuw                  |               | Grote Houtstraat 102 A - 102B (hk. Nieuwstraat)  | 52° 22' 42" NB, 4° 37' 57" OL | 19227  | Meer afbeeldingen |
| Rijzig pand met klokgevel met vage pilasterstelling, driehoekig fronton dekt de geveltop af | Woonhuis                  | 18e eeuw                  |               | Grote Houtstraat 104                             | 52° 22' 42" NB, 4° 37' 56" OL | 19228  | Meer afbeeldingen |
| Pand met trapgevel, top gedrukt door halfronde topbekroning welke de top der trapgevel vervangt | Werk-woonhuis             | eerste helft 17e eeuw     |               | Grote Houtstraat 110                             | 52° 22' 42" NB, 4° 37' 56" OL | 19229  | Meer afbeeldingen |
| Pand met lijstgevel | Werk-woonhuis             | 19e eeuw                  |               | Grote Houtstraat 114                             | 52° 22' 41" NB, 4° 37' 56" OL | 19230  | Meer afbeeldingen |
| Pand met lijstgevel | Werk-woonhuis             | 19e eeuw                  |               | Grote Houtstraat 116                             | 52° 22' 41" NB, 4° 37' 55" OL | 19231  | Meer afbeeldingen |
| Pand met brede in- en uitspringende kroonlijst onder zadeldak | Woonhuis                  | 18e eeuw (?)              |               | Grote Houtstraat 118                             | 52° 22' 41" NB, 4° 37' 55" OL | 19232  | Meer afbeeldingen |
| Pand met statige risalerende lijstgevel | Woonhuis                  | 18e eeuw                  |               | Grote Houtstraat 120                             | 52° 22' 41" NB, 4° 37' 55" OL | 19233  | Meer afbeeldingen |
| Pand met statige lijstgevel met fraaie zwaar gesneden consoles | Woonhuis                  | 18e eeuw                  |               | Grote Houtstraat 120A                            | 52° 22' 41" NB, 4° 37' 55" OL | 19234  | Meer afbeeldingen |
| Pand met klokgevel met houten zijstukken van benedenpui vrijwel intact | Woonhuis                  | 18e eeuw                  |               | Grote Houtstraat 122                             | 52° 22' 41" NB, 4° 37' 55" OL | 19235  | Meer afbeeldingen |
| Pand met klokgevel, zijstukken van benedenpui vrijwel intact. Beneden winkel | Woonhuis                  | 18e eeuw                  |               | Grote Houtstraat 124                             | 52° 22' 40" NB, 4° 37' 55" OL | 19236  | Meer afbeeldingen |
| Pand met klokgevel, ter weerszijden natuurstenen vazen, beneden verbouwd aanvang 18e eeuw | Woonhuis                  | aanvang 18e eeuw (?)      |               | Grote Houtstraat 126                             | 52° 22' 40" NB, 4° 37' 55" OL | 19237  | Meer afbeeldingen |
| Pand met rechte kroonlijst, wit geverfd | Werk-woonhuis             |                           |               | Grote Houtstraat 128                             | 52° 22' 40" NB, 4° 37' 54" OL | 19238  | Meer afbeeldingen |
| Pand met rechte kroonlijst, witgeverfd | Woonhuis                  |                           |               | Grote Houtstraat 130                             | 52° 22' 40" NB, 4° 37' 54" OL | 19239  | Meer afbeeldingen |
| Pand met rechte kroonlijst, witgeverfd | Woonhuis                  |                           |               | Grote Houtstraat 132                             | 52° 22' 40" NB, 4° 37' 54" OL | 19240  | Meer afbeeldingen |
| Pand met klokgevel met voluten en door driehoekig fronton bekroond | Woonhuis                  | 18e eeuw                  |               | Grote Houtstraat 134                             | 52° 22' 40" NB, 4° 37' 54" OL | 19241  | Meer afbeeldingen |
| Pand met rechte kroonlijst | Woonhuis                  | 18e eeuw                  |               | Grote Houtstraat 136                             | 52° 22' 40" NB, 4° 37' 54" OL | 19242  | Meer afbeeldingen |
| Nieuwe of Sint Jorisdoelen | Sociale zorg, liefdadigh. | 1707                      |               | Grote Houtstraat 142 - 144 EE                    | 52° 22' 39" NB, 4° 37' 51" OL | 19243  | Nieuwe of Sint Jorisdoelen |
| Pand met klokgevel, gepleisterd aan de achterzijde, topgevel 17e eeuw | Woonhuis                  | 17e eeuw                  |               | Grote Houtstraat 146                             | 52° 22' 38" NB, 4° 37' 53" OL | 19244  | Meer afbeeldingen |
| Pand met lijstgevel, aan de achterzijde gepleisterde topgevel | Woonhuis                  | 17e/18e eeuw              |               | Grote Houtstraat 150                             | 52° 22' 38" NB, 4° 37' 53" OL | 19245  | Meer afbeeldingen |
| Pand met gedodekopte lijstgevel | Werk-woonhuis             | 18e eeuw                  |               | Grote Houtstraat 154 - 154 rd. (hk. Kerkstraat)  | 52° 22' 37" NB, 4° 37' 53" OL | 19246  | Meer afbeeldingen |
| Pand met zwart geverfde lijstgevel uit de 18e eeuw, brede kroonlijst, schuiframen met kleine roedenverdeling. | Werk-woonhuis             | 18e eeuw                  |               | Grote Houtstraat 64                              | 52° 22' 46" NB, 4° 38' 1" OL  | 19805  | Meer afbeeldingen |
| 't Gekroond Oost en West Indies Worstvat | Werk-woonhuis             | 18e eeuw                  |               | Grote Houtstraat 64                              | 52° 22' 46" NB, 4° 38' 1" OL  | 19806  | Meer afbeeldingen |
| Vroom en Dreesmann | Winkel                    | 1930-1934                 | Jan Kuijt     | Grote Houtstraat 70 (warenhuis)                  | 52° 22' 45" NB, 4° 37' 60" OL | 513377 | Meer afbeeldingen |
| Trou moet Blijcken | Vergadering en vereniging | 1879-1880                 | A.J. van Beek | Grote Houtstraat 1 (voormalige Sociëteitsgebouw) | 52° 22' 52" NB, 4° 38' 9" OL  | 513378 | Meer afbeeldingen |

Centrum:
Bakenessergracht ·
Frankestraat ·
Gedempte Oude Gracht ·
Gierstraat ·
Groot Heiligland ·
Grote Houtstraat ·
Grote Markt ·
Jansstraat ·
Kenaupark ·
Klein Heiligland ·
Kleine Houtstraat ·
Kleine Houtweg ·
Koningstraat ·
Nieuwe Gracht ·
Parklaan ·
Spaarnwouderbuurt ·
Wilhelminastraat ·
Zijlstraat

Zuid-West:
Florapark ·
Floraplein ·
Wagenweg 

Haarlem-Oost

Schalkwijk

Noord:
Begraafplaats Kleverlaan ·
Spaarndam 